# Palacio Giannuzzi- Carissimo

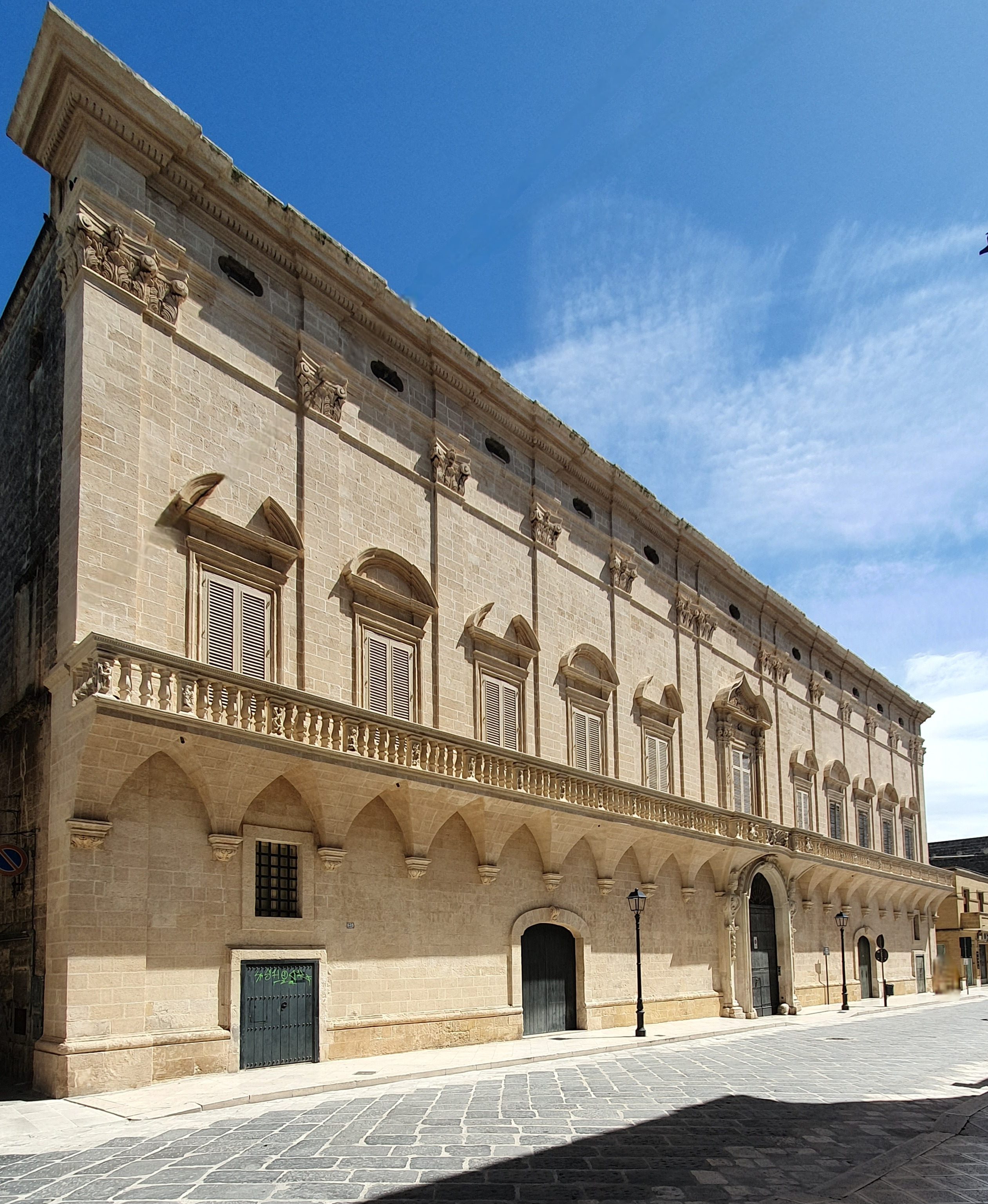
Palacio Giannuzzi- Queridísimo

El Palacio Giannuzzi-Carissimo es uno de los edificios más grandes y bellos de Francavilla Fontana, un municipio de la provincia de Brindisi. Fue construido por orden de Nicolò Giannuzzi en 1727. A la muerte de Nicolò, el palacio pasó a la familia Bottari, y posteriormente al obispo Luigi Margarita y de sus herederos a la familia Carissimo, los actuales propietarios.

## Arquitectura

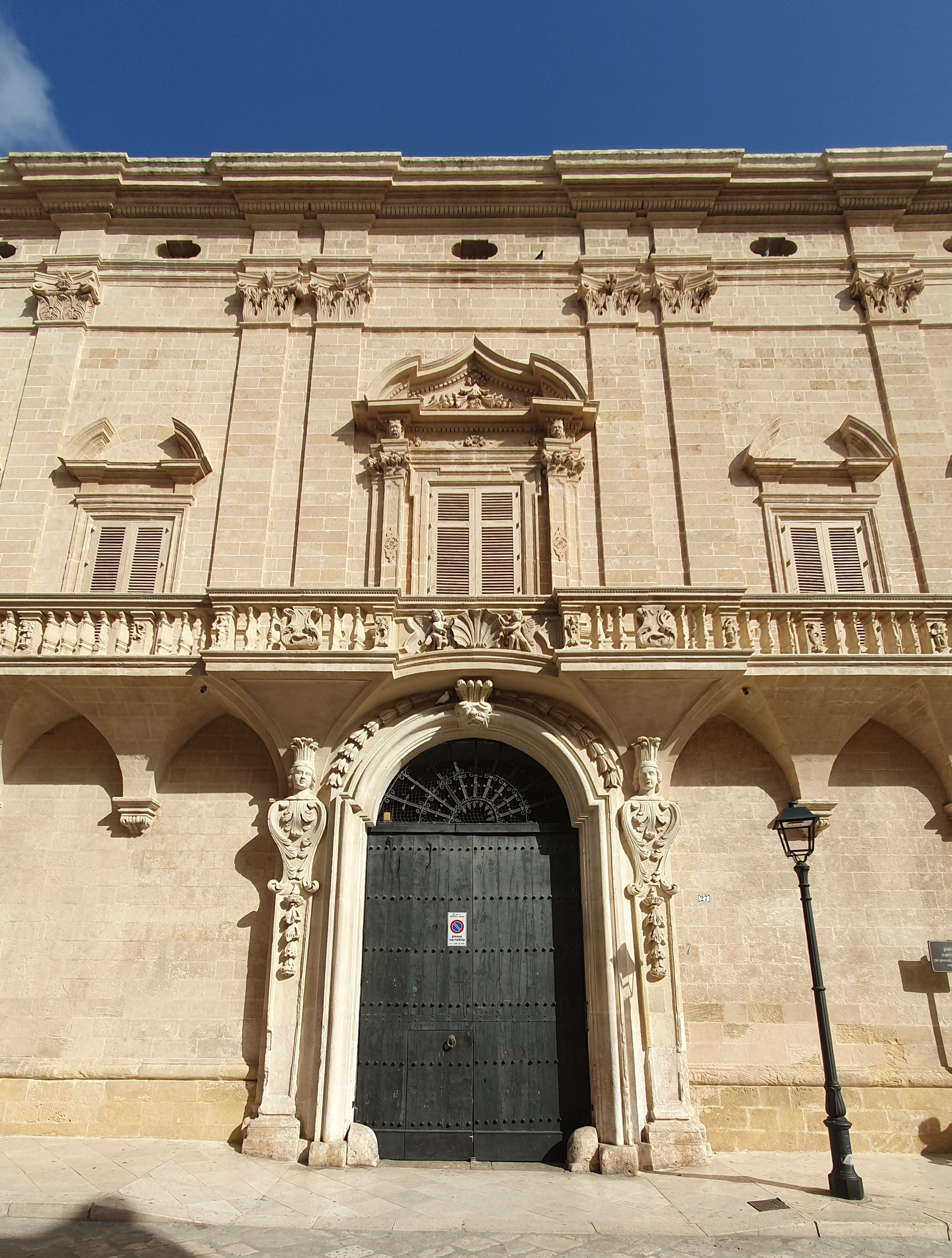
Entrada principal del Palacio Carissimo

El palacio, cuyo arquitecto se desconoce, destaca por su fachada, formada por elementos que recuerdan a los palacios del Renacimiento tardío. Consta de dos plantas y patio interior. En la fachada destacan horizontalmente: la hilada que marca el zócalo, el largo balcón que divide horizontalmente la fachada y el remate con marco saliente y línea ondulada.

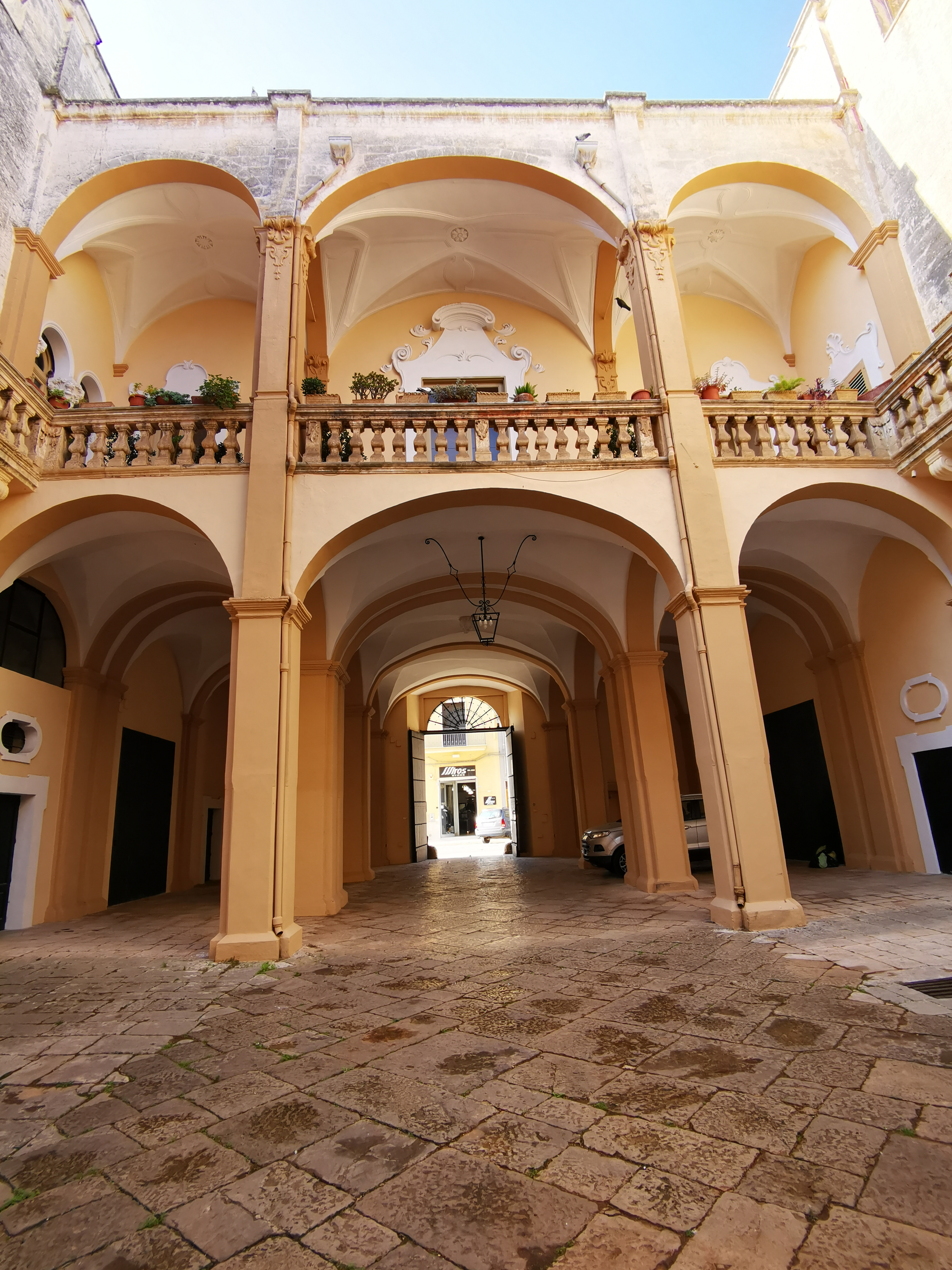
Logia en el interior del patio, frente a Via Roma

La planta baja presenta muros lisos, sobre los que se sitúan robustos canecillos que rematan con capiteles colgantes y en los que se aprecian dos pequeñas ventanas rectangulares en los extremos; Debajo de ellos hay dos puertas. Tras la ampliación, realizada entre 1906 y 1908, las estancias de la planta baja se redujeron de quince a nueve para destinarse a graneros, almacenes, garajes de coches, por lo que la puerta central sigue siendo la única entrada (hoy las puertas se han reabrieron y hay tiendas dentro de ellas). El portal, típicamente dieciochesco, está cerrado por robustos pilares que se unen con el arco estriado, formando un cuerpo central que se separa y continúa en el primer piso. Un friso floral remata la parte superior del arco finamente decorado, uniéndolo al alero del balcón. Completando el trabajo de conexión entre los elementos arquitectónicos y los motivos ornamentales están las cariátides, con cuerpos revestidos de hojas onduladas de acanto, que descansan sobre los estantes de la logia y sobre los pilares que encierran la puerta. La fachada se completa con una cornisa muy perfilada con motivo griego.
Desde el portal se accede a través del vestíbulo abovedado de cañón al patio porticado, tras el cual comenzaba el jardín, hoy considerablemente reducido por la modernización del edificio que siguió el mismo estilo del antiguo. La disposición de los espacios interiores también ha sido alterada respecto a su forma original, pero ha replicado su esquema y gusto.